# والي ماكسويل
والي ماكسويل هو لاعب هوكي الجليد كندي، ولد في 24 أغسطس 1933 في أوتاوا في كندا.

## وصلات خارجية
- والي ماكسويل على موقع دوري الهوكي الوطني (الإنجليزية)
- والي ماكسويل على موقع EliteProspects.com (الإنجليزية)
- والي ماكسويل على موقع HockeyDB.com (الإنجليزية)
- والي ماكسويل على موقع Hockey-Reference.com (الإنجليزية)